# Guiot de Dijon
Guiot de Dijon (fl. 1215-1225) è stato un troviero borgognone.

## Biografia
Le diciassette chansons ascritte a lui si trovano in due chansonniers: lo Chansonnier du Roi e il meno affidabile Chansonnier de Berne. In base a quanto si legge nell'edizione online del Grove Dictionary of Music and Musicians, Guiot era "tecnicamente fluido [e] usava con successo un'ampia varietà di strutture poetiche[, ma] raramente aveva immaginazione".
Della vita di Guiot, presumibilmente di Digione, non si sa quasi niente, ancorché la sua chanson Bien doit chanter dispone di un invio a Erardo II di Chassenay, il che indica che egli fosse senz'alcun dubbio un protetto di questa famiglia signorile dello Champagne meridionale.
Quattro delle canzoni di Guiot — Amours m'a si enseignié, Quant je plus voi felon rire, Joie ne guerredon e Quant li dous estés — hanno due melodie distinte nei canzonieri ed è impossibile determinare quale possa essere invenzione di Guiot. Tra le melodie del troviero è degno di nota una tardo adattamento di Quant je plus per il fatto di essere through-composed e in notazione franconiana. Complessivamente, le melodie di Guiot sono di solito identificate nella forma bar, terminanti tutte sulla stessa nota e aventi una comune tessitura.
Guiot probabilmente modella Chanter m'estuet, coment que me destraigne in base alla canzone occitana Si be·m sui loing et entre gent estraigna del trovatore Peirol. La canzone Penser ne doit vilanie talvolta attribuita a lui serve da modello per l'anonimo De penser a vilanie.

## Chanson d'outrée
Chanterai por mon corage, detta anche « Chanson d'outrée », è la chanson più conosciuta di Guiot. È una canzone di crociata, una rotrouenge (ritornello), in versi di sette piedi, costruiti in modo molto sottile. Viene messa in scena una giovane donna, piena di spavento per la partenza dell'amato che « è in pellegrinaggio » e di cui teme la sorte:
Lei non è meno disperata per il proprio avvenire, poiché la sua famiglia pensa già di maritarla a un altro. Guiot introduce un'evocazione bruciante di sensualità con il motivo della l'indumento intimo della camicia donata come ultimo pegno d'amore. La quarta strofa è un adattamento quasi letterale della prima cobla di una canso del trovatore Bernart de Ventadour, visibilmente percepito come il referente letterario della passione amorosa.

## Elenco di canzoni
In soli due casi una canzone ascritta a Guiot viene corroborata da una seconda fonte. Di solito un'attribuzione in una singola fonte è contraddetta da altre ascrizioni documentali. Le attribuzioni di almeno due canzoni senza attribuzioni conflittuali sono state messe in dubbio dagli studiosi moderni: Chanter m'estuet pour la plus bele e Chanterai por mon corage.

### Generalmente attribuite
I manoscritti medievali (in particolare lo Chansonnier de Berne; e lo Chansonnier du roi) gli attribuiscono ventitré chansons. Otto sono considerate autentiche:
- Amours m'a si enseignié
- Bien doi chanter quant fine Amour m'enseigne (senza musica)
- Chanter m'estuet, coment que me destraigne
- Chanteir m'estuet por la plux belle, (senza musica)
- Chanterai por mon corage, (unicamente nel Chansonnier Cangé)
- He las c'ai forfait a la gent
- Li douz tans noviaus qui revient, (senza musica)
- Quant je voi plus felons rire

### Attribuzione incerta
Sette chansons sono considerate di attribuzione più incerta:
- A l'entree dou douz commencement
- De moi douloureus vos chant
- Joie ne guerredons d'amors
- Penser ne doit vilanie
- Quant li dous estés define
- Quant voi la flor botoner, (senza musica)
- Uns maus k'ainc mes ne senti